# Изчезващата дама в театъра Робер-Уден
„Изчезващата дама в театъра Робер-Уден“ (на френски: Escamotage d'une dame au théâtre Robert Houdin) е френски късометражен ням филм от 1896 година на продуцента и режисьор Жорж Мелиес с участието на Жана Д′Алси.

## Сюжет
Фокусник излиза на сцената и води своята асистентка. Той разстила вестник на пода, с което иска да покаже, че там няма скрита врата и поставя стол отгоре. Фокусникът слага асистентката си да седне на стола и разпростира одеяло върху нея. Когато той маха одеялото, дамата е изчезнала. Тогава фокусникът започва да размахва вълнообразно ръце във въздуха и на стола се появява скелет. Той поставя одеялото върху скелета, след което го вдига и на стола се появява отново асистентката му, жива и в добро здраве.

## В ролите
- Жорж Мелиес като фокусника
- Жана Д′Алси като изчезващата дама[2]

## Продукция
За основа на сюжета на филма е използван магичния трик на френския фокусник Буатие Дьо Колта „Изчезващата дама“, при който когато илюзията на сцената е създадена се използва скрит люк на пода, за да се постигне ефекта на изчезването и появяването.
По щастливо стечение на обстоятелствата, един ден на „Площада на операта“, Мелиес установява, че може да заснеме трика на лента в дома си в Монтрьой без приспособленията, необходими за изпълнението му на сцена. И го е направил много просто. Облечен в костюм на фокусник, Мелиес размахва няколко пъти одеялото над Жана Д′Алси, която седи на стола и я покрива с него. В този момент камерата спира да снима, Мелиес остава в последната заета от него поза, а дамата бързо излиза извън кадър. След това Мелиес продължава да извършва магическите си манипулации и снимките продължават. При прожекциите, никой зрител не забелязва стоп-кадъра, необходим за изчезването на дамата и илюзията е била пълна.
Заснет като черно-бял филм, впоследствие лентата е била ръчно оцветена от самия Мелиес. През 1979 година цветната версия на филма е напълно реконструирана, използвайки се оцелелите автентични материали.